# Batalla del pont d'Alcolea
|  | Per a altres significats, vegeu «Batalla del Pont d'Alcolea (1808)». |

Batalla del pont d'Alcolea fou una important batalla duta a terme durant la Revolució de 1868. El 1868 s'inicià la revolució a Cadis, i revoltades en el seu favor forces de diverses poblacions d'Andalusia, el moviment triomfà completament en aquella regió. Els partidaris d'Isabel II d'Espanya, amb l'intent de reduir els revoltats i impedir l'avanç de les seves forces i la propagació dels moviment als altres punts d'Espanya, organitzaren a Madrid un exèrcit format per 9.000 infants, 1.300 cavalls i 32 canons, d'aquest 24 sistema Krupp, que comandats pel general General Pavía, marquès de Novaliches, marxà vers Andalusia, acampant en arribar a Andujar.
Els revolucionaris havien concentrat les seves forces a Còrdova, sota el comandament del general Serrano, duc de la Torre, i si numèricament eren inferiors als isabelins en cavalleria i artilleria, els superaven en infanteria i en ocupar millors posicions.
Es feu impossible l'avinença entre ambdós bàndols, malgrat els esforços del general Serrano que pretenia se li'n deixes el pas lliure vers Madrid, per a evitar efusió de sang. Fracassat en el seu intent, els dos exèrcits s'aprestaren al combat. Les forces revoltades, comanades pel general Fernández de Rodas, ocuparen amb antelació el pont sobre el Guadalquivir, existent prop d'Alcolea, sent reforçada la posició per una bateria d'artilleria de marina. Al duc de Novaliches li causa una gran contrarietat veure ocupada aquella posició, i malgrat d'estar convençut de no assolir la victòria, no per això volgué deixar de donar la batalla, que començà el 28 de setembre atacant el general Lacy l'esquerra de les forces revolucionàries. Lacy arribà sense saber-ho, a revessar les línies enemigues, i el duc de la Torre que pogué copar tota la brigada i al general després de conferenciar amb ell, li permeté, cavallerosament, retirar-se amb les seves forces.
A les tres de la tarda del dia 28 es generalitzà l'acció i per espai de dues hores fou renyidíssim el foc de canó i fuselleria. En veure el duc de Novaliches que l'atac pel regiment del Rei, comandat pel coronel Andia, resultava infructuós, a la cap vespre de donar un segon atac, i a l'efecte marxà cap al pont una columna menada per l'oficial d'estat major Pérez de Meca, la que marxant amb audàcia i serenitat, arma al braç, feu dubtar de les seves intencions als revoltats, creient que anaven a fraternitzar amb ells, fins que ja molt propers, carregaren al crit de ¡Visca la Reina! i seguidament va caure mort Pérez de Meca per la descarrega amb la que els defensors li contestaren. Llavors cediren, i es replegaren els atacants, però ben aviat es referen davant la presència de Novaliches que, decidit a prendre el pont o perdre la vida, acudí envoltat de tot el seu estat major i, victorejant a la reina, es posà al front de les seves tropes.
En el més fort de la batalla un fragment d'una granada el ferí en la boca i va abatre el cavall, retrocedint llavors la columna reialista desordenadament. El comandament dels isabelins llavors va recaure en el general Paredes, el qual desistí de l'atac al pont, i més tard, cap a les vuit i mitja del vespre, quan el foc ja havia cessat per ambdues bandes, ordenà la retirada vers el Carpio.
L'endemà les forces del duc de la Torre trobaren franc el camí de Madrid; Serrano feu gestions per atreure i sumar a les seves files els ja desmoralitzats reialistes, i havent-ho aconseguit, units emprengueren la marxa vers la capital de la nació, on arribaren sense trobar la menor resistència en el seu avanç, sinó pel contrari, engrossint les seves files amb els destacaments de les poblacions que trobaren al seu pas.
El combat d'Alcolea produí, sumades les de totes dues banda, unes 1.800 baixes, i donà el triomf a la revolució, anomenada de Setembre, que acabà amb la destitució i marxa d'Isabel II d'Espanya.